# Master P
Percy Robert Miller Sr., ismertebb nevén Master P (New Orleans, Louisiana, 1967. április 29. –) amerikai rapper, üzletember és színész. A No Limit Records lemezkiadó cég alapítója, amely az évek alatt többször is nevet változtatott (New No Limit Records, Guttar Music Entertainment, No Limit Forever Records). A P. Miller Enterprises és a Better Black Television alapítója. Sikereket a TRU nevű együttesével ért el. Szóló karrierje során 15 nagylemezt adott ki.

## Élete
Percy Robert Miller néven született New Orleans-ben, öt gyermek közül ő a legfiatalabb. Van egy nővére, Germaine, illetve három testvére: Kevin, C-Murder és Silkk the Shocker. Master P a Booker T. Washington High School és a Warren Easton High School tanulója volt. A Houstoni Egyetemen is tanult, de első éve után kilépett. Tanulmányait a Merritt College-en folytatta. Miután nagyapja elhunyt, Miller 100.000 dollárt örökölt. Lemezboltot nyitott Richmondban No Limit Records néven, amely az ugyanilyen nevű lemezkiadó alapjául szolgált. Master P első kiadványát 1990. február 15.-én jelentette meg. Ugyanebben az évben testvérét, Kevin Millert meggyilkolták. Ez motiválta arra, hogy sikeres üzletember legyen, a családja megmentése érdekében.
Első nagylemeze 1991. február 12.-én jelent meg.
1997 óta több nagyjátékfilmben és direct-to-video filmben szerepelt, illetve televíziós sorozatokban is megjelent.
2007-ben jelent meg első könyve, a Guaranteed Success.

## Vagyona
Vagyonát 2013-ban 200 millió dollárra becsülték, amely miatt az amerikai hiphop szcéna egyik leggazdagabb alakjának számít.

## Magánélete
Katolikus vallású. 1999-ben 500.000 dollárt adományozott egy katolikus általános iskolának és a két közeli templomnak.
2007-ben leszokott a káromkodásról és támogatta azt, hogy Barack Obama legyen az amerikai elnök. Több alkalommal is közreműködött a kampányában.
Felesége Sonya C. Miller volt 1989-től 2014-ig.

## Diszkográfia
- Get Away Clean (1991)
- Mama's Bad Boy (1992)
- The Ghettos Tryin to Kill Me! (1994)
- 99 Ways to Die (1995)
- Ice Cream Man (1996)
- Ghetto D (1997)
- MP da Last Don (1998)
- Only God Can Judge Me (1999)
- Ghetto Postage (2000)
- Game Face (2001)
- Good Side, Bad Side (2004)
- Ghetto Bill (2005)
- The Gift (2013)
- Empire, from the Hood to Hollywood (2015)
- Louisiana Hot Sauce (2016)